# Національна спілка театральних діячів України
Національна спілка театральних діячів України (НСТДУ) (з 1944 року і до нині) є національною всеукраїнською творчою спілкою, яка сприяє розвитку театрального мистецтва України, надає творчу й методичну допомогу працівникам театрів України, здійснює соціальний захист своїх членів. Спілка співпрацює з адміністраціями театрів України, сприяє розвитку драматургії, сценографії, акторського та режисерського мистецтва, організації театральної справи. Діяльність Національної спілки театральних діячів України сприяє підвищенню авторитету українського театрального мистецтва у світовому театральному співтоваристві.

## Передісторія
Початок створення Національної спілки театральних діячів України було покладено ще 1917 року. 12 березня 1917 року в приміщенні київського театру Миколи Садовського на вулиці Великій Васильківській (нині — приміщення Київського національного академічного театру оперети) відбулися збори театральних діячів. До комітету проведення Всеукраїнської театральної наради увійшли голова — С. Черкасенко й секретар — Лесь Курбас та інші; розпочався друк бюлетеня «Театральні вісті» (орган Українського театрального організаційного комітету), що став першим вітчизняним театральним часописом.

## Українське Театральне Товариство
Активні організаційні починання театральних діячів призупинили військові дії: більшовицька окупація (січень-лютий 1918 року), політичні зміни в українських урядах і військова поразка Української Народної Республіки. Лише у 1944 році Постановою РНК УРСР і ЦК КП(б)У за № ПБ — № 38/98 від 23 березня 1944 року, було створено Українське Театральне Товариство.
Ще тривала Друга світова війна, але більша частина території України було вже звільнена і театральні колективи поверталися з евакуації. В державі панувала розруха й нагальним питанням стало створення професійного об'єднання митців сцени, задля соціального захисту і сприяння розвою вітчизняного сценічного мистецтва. Тоді і виникло громадське професійне об'єднання — Українське театральне товариство. Безпосередню участь у створенні УТТ взяли видатні діячі українського театру, які ввійшли до складу організаційного бюро: Паторжинський І. С., Литвиненко-Вольгемут М. І., Юра Г. П., Бучма А. М., Крушельницький М. М., Мар'яненко І. О., Хохлов К. П., Крамов О. Р., Шумський Ю. В., Ужвій Н. М., Гайдай З. М., Романицький Б. В., Ревуцький Л. М., Василько В. С., Смолич М. В.
За короткий час оргбюро на чолі з Іваном Сергійовичем Паторжинським виконало значний обсяг робіт, пов'язаних з підготовчим періодом початку діяльності Товариства. Були закладені основні напрями організаційної, творчої, соціально-побутової, фінансово-господарської роботи, розраховані на перспективу, які реалізувалися впродовж ряду наступних років. У 1948 році відбувся I з'їзд Українського театрального товариства. Він прийняв Статут, затвердив організаційну структуру, обрав правління УТТ. Його першим головою став Іван Паторжинський, заступником голови Наталія Ужвій.
Подальша діяльність УТТ визначилася його з'їздами, пленумами, наповнювалася конкретним реальним змістом, різноманітними практичними заходами, що сприяли утвердженню національних традицій і розвитку нових творчих тенденцій в українському театральному мистецтві.
У практичній роботі Товариства та його осередків, в театральних колективах вивірялися і утверджувалися ефективні форми участі УТТ в творчому процесі розвитку сценічного мистецтва. Значного поширення набули театральні фестивалі, огляди, конкурси, науково-творчі конференції, диспути, обговорення роботи театрів, відкриті рецензування вистав, проведення ювілейних вечорів визначних діячів українського театру та ін. Власним накладом УТТ видавав науково-методичні матеріали. Після перерви продовжив виходити журнал «Український театр», друкувалися інформаційно-рекламні «декадки».
Зміцнювалася матеріальна база Товариства. Уже в 1948 року почав роботу Львівський виробничий комбінат, в 1953 — Дніпропетровський. У 1959 році — закінчується будівництво і відкривається Республіканський Будинок ветеранів сцени, 1964 р. — Будинок творчості «Чорноморка». 1973 року завершується спорудження та вступає в дію Харківська фабрика театрального реквізиту, у 1978 — Донецький, а у 1986 — Київський виробничі комбінати.
У період 1953-1983 років Українське товариство провело II—VIII з'їзди, що стали певними віхами у розвитку організації, посилили вплив театральної громадськості на культурний процес в Україні.

## Національна спілка театральних діячів України
У травні 1987 року відбувся позачерговий з'їзд, на якому Українське театральне товариство було реорганізоване у Спілку театральних діячів України, структурно аналогічну іншим творчим спілкам України. 1998 року Указом Президента України Л. Д. Кучми Спілка театральних діячів набула статусу Національної.
Як і у Товариства, — у НСТДУ головним завданням є представляти і відстоювати інтереси діячів театрального мистецтва, працівників державних і недержавних драматичних, театрів опери та балету, театрів оперети і музичної комедії, театрів юного глядача, театрів ляльок, театральних майстерень і студій, творчих центрів і мистецьких об'єднань; сприяти розвитку театрального мистецтва в Україні загалом, надаючи кваліфіковану творчу і методичну допомогу працівникам театрів, здійснювати соціальний захист своїх членів.
Завдяки зусиллям НСТДУ друга половина вісімдесятих років минулого століття стала справжнім «ренесансом» сценічного мистецтва в Україні. Виникло близько 150 театрів-студій та недержавних творчих формувань, на сцену повернулася драматургія забутих та репресованих авторів.
У роки незалежності України багаторічним незмінним головою спілки був Лесь Танюк (1991—2016 року). Протягом цього часу Спілка намагалася тримати в полі зору розвиток і становлення талантів, допомагати їм у формуванні власного мистецького обличчя, орієнтувати на найкращі зразки театральної творчості. З цією метою НСТД України спільно з Міністерством культури і мистецтв та Академією мистецтв України встановила 18 премій імені видатних діячів української культури і мистецтва, а також за окремим тематичним спрямуванням. Ствердилося вручення щорічних театральних премій і нагород Спілки — не лише в Києві (як приклад, «Київська Пектораль»), але й «Січеславна» та «Надія Січеславни» у Дніпропетровську (нині — місто Дніпро), «Тріумф» у Херсоні та інших.
Урядом України за поданням Міністерства культури і НСТД України в 1994 р. створено Державний (нині — Національний) центр театрального мистецтва ім. Леся Курбаса. У 1990-і роки НСТД України надавала великого значення обміну досвідом і практиці діяльності близьких і суміжних організацій культури і мистецтва. НСТД України входить до Міжнародної конфедерації театральних спілок, має свої національні центри в організаціях АССІТЕЖ, УНІМА.
У 60-річний ювілей УТТ-НСТД України, який відбувся у 2004 році, митці сцени віддали данину пошани видатним діячам української театральної культури Паторжинському І. С., Ужвій Н. М., Кусенко О. Я., Данченку С. В., які в різні роки очолювали Спілку, своєю творчістю і громадською діяльністю підносили авторитет і славу театральної України.
У 2010 році разом з Конфедерацію творчих спілок (російське місто Москва) НСТДУ провела огляд вистав молодих режисерів на базі Міжнародного Чеховського фестивалю. У стажуванні взяли участь такі режисери, як Є. Худзик (місто Львів), Т. Буга (місто Біла Церква), П. Юров, І. Орленко (місто Київ), В. Самойленко (місто Харків). Це стало подією у театральному житті країни і підтримало театральну молодь.

## Новий період
Восени 2016 року під час позачергового з'їзду НСТДУ головою Спілки обрано народного артиста України Богдана Струтинського, генерального директора-художнього керівника Київського національного академічного театру оперети.
З кінця жовтня 2016 року Національна спілка театральних діячів України пройшла повне перезавантаження. Розроблено гнучку стратегію розвитку, яка втілюється у життя і реагує на виклики часу та запити членів спілки. Започатковано програму освітніх заходів, покликаних підвищувати рівень знань та професійної майстерності всіх категорій працівників театрів. Створено сайт НСТДУ, який інформує не тільки про діяльність Спілки, а й став інформаційним майданчиком. Тут збирається і постійно оновлюється інформація про театри, заклади освіти, музеї, фестивалі. Створено сторінки НСТДУ в соціальних мережах Facebook, Instagram, YouTube з корисним контентом. Спілчани були об’єднані в 137 первинних осередків. За даними останньої звірки (2021 р.) загальна кількість членів НСТДУ становила понад 4 000 осіб (без врахування АР Крим та окупованих територій Донецької та Луганської областей). Було зареєстровано 8 відділень НСТДУ: Київське міське творче  відділення; Дніпропетровське міжобласне відділення; Львівське міжобласне відділення; Одеське міжобласне відділення; Харківське міжобласне відділення; Чернігівське обласне відділення, створене 2019 року; Донецьке (Донецька та Луганська обл.) та Кримське (АР Крим) відділення (наразі не функціонують, бо перебувають на тимчасово окупованих територіях). 

### Діяльність спілки нового періоду
Діяльність національних творчих спілок в Україні регулюється і захищається Законом України «Про професійних творчих працівників та творчі спілки». І згідно з Постановою Кабінету Міністрів України від 14 травня 2015р. № 290 «Про внесення змін до Порядку використання коштів, передбачених у державному бюджеті Міністерству культури за деякими програмами» творчі спілки фінансуються тільки на проведення культурно-мистецьких заходів. Тож наразі основним видом діяльності НСТДУ є реалізація культурно-мистецьких заходів.
З 2017 по 2021 рік НСТДУ було засновано:
- Всеукраїнський театральний фестиваль-премія «ГРА»/«GRA»[1];
- Всеукраїнський фестиваль недержавних театрів «Відкрита сцена»;
- Міжнародний фестиваль «Парк мистецтв»[2];
- Лабораторія драматургії НСТДУ;
- Фестиваль сучасної драми;
- Сезонні школи НСТДУ;
- Театральний (цифровий) архів (вебсайт)[3];
- Бібліотека української драматургії (вебсайт)[4].

У 2017 році  було засновано Сезонні школи НСТДУ для всіх учасників театрального процесу. Школи НСТДУ це: організація та проведення навчання з різних напрямків театральної діяльності креативної молоді: театральних менеджерів, представників державних та недержавних театрів та інших осіб, задіяних у театральній сфері; платформа для розвитку, взаємодії та спілкування; ознайомлення учасників з сучасними знаннями, творчими методиками, принципами новітніх індустрій в галузі культури, надання практичних навичок. Для НСТДУ важливо, щоб учасники отримали корисні та актуальні в даний час і в даній ситуації знання і навички, продовжили самовдосконалюватися та застосовували отриманий досвід на практиці. Особлива увага під час відбору учасників приділяється тому, аби максимально залучити до співпраці всі регіони. Школи НСТДУ набули резонансу серед театральної спільноти. Важливим показником ефективності та актуальності шкіл є постійний запит з боку театральних працівників, позитивна тенденція зростання кількості членів НСТДУ, особливо – серед молоді. Результатом шкіл є й заснування театральних фестивалів, навчальних  та комунікаційних платформ. З 2016 по 2021 рр. було проведено Центральним апаратом  20 сезонних шкіл, 20 семінарів та тренінгів з різних напрямків театральної діяльності. Участь в освітніх заходах взяли біля 1000 осіб, на участь було подано біля 5000 заявок.
Напрями шкіл та семінарів:
1. Акторська та режисерська майстерність
2. Театральний менеджмент і маркетинг
3. Сценографія 4. PR та комунікації
4. Організація гастрольної діяльності
5. Театральний звук та світло
6. Аудіодискрипція
7. Авторське право

Всеукраїнський театральний фестиваль-премія «ГРА»/«GRA»
За 6 років свого існування він став помітним явищем у культурному та театральному житті України. У 2018 році на участь у Фестивалі-Премії було подано 70 заявок, 2019 та 2020 року — 83, 2021 — 89, 2023 — 134. Участь у ньому беруть як державні театри різного підпорядкування, так і незалежні театральні колективи. Головне завдання Фестивалю-Премії — об'єднати всі театри країни і презентувати їх найкращі здобутки Україні та міжнародній спільноті, популяризувати національне театральне мистецтво в усіх його жанрах, стилях і формах, визначити провідні тенденції та стимулювати розвиток українського театрального середовища. І це завдання реалізується в повній мірі. За результатами кожного року видається альманах з рецензіями експертів на всі вистави лонг-листа. Також за підтримки НСТДУ переможцями реалізовано нові творчі проєкти. Сьогодні про фестиваль знають не тільки в нашій країні, а й, завдяки залученню міжнародних членів журі та гостей, і в Європі. До міжнародного журі запрошуються відомі режисери, керівники європейських театрів, засновники фестивалів та театрознавці. Сьогодні серед українських театрів з’явився важливий тренд – готувати постановку для участі у Фестивалі-Премії. А це значить, що театри свідомо орієнтуються на високий художній рівень, розкриття актуальної проблематики тощо. 
Всеукраїнський фестиваль недержавних театрів «Відкрита сцена»
Фестиваль проводиться за підтримки Департаменту культури КМДА з 2018 року. Кожного року надходить більше 40 заявок на участь у фестивалі, для участі у фіналі обирається 6-8 фіналістів. У 2019 році фестиваль був конкурсним, до журі входили українські та закордонні експерти. Всього відбулося два фестивалі (2018, 2019).
Міжнародний фестиваль «Парк мистецтв»
Проєкт є переможцем конкурсу «Малі міста – великі враження» Міністерства культури України. Тематичним напрямком фестивалю, який проводився разово у 2019 році, було мистецтво джазу. В рамках фестивалю перше в Україні виступив кращий джазовий співак Великобританії вокаліст-віртуоз Клівленд Воткіс, вибрані поезії під драматичні та ліричні імпровізації джазового піаніста Олексія Боголюбова читав один із найвідоміших українських письменників Сергій Жадан. 
Лабораторія драматургії НСТДУ
Спілка бачить одним із своїх стратегічних завдань популяризацію української сучасної драматургії, підвищення професійного рівня драматургів, збагачення репертуарів театрів актуальними вітчизняними п’єсами різних жанрів та стилів. Саме тому 2019 року було засновано Лабораторію драматургії НСТДУ, фінальним етапом якої є Фестиваль сучасної драми. З 2019 по 2023 рік було проведено 4 Лабораторії драматургії НСТДУ.
Фіксація театральної діяльності
Проєкт «Цифровий театральний архів» – це збір та каталогізація інформації про театри та митців галузі, в тому числі з метою фіксації театральної історії та пошуку закордонних партнерів. Подібні ресурси діють та підтримуються на державному рівні в багатьох країнах. Спілкою було вивчено і опрацьовано досвід Польщі, Словаччини та Словенії. База постійно доповнюється та оновлюється. Спілкою було зібрано інформацію про 118 українських театрів, 1500 вистав, 6416 осіб (станом на 17 січня 2024 року).

### Діяльність спілки (по роках)

#### 2016 рік
Відбулося вручення 10 театральних премій НСТДУ в усіх галузях театрального мистецтва.

#### 2017 рік
Було проведено 46 заходів НСТДУ. З них 17 –  Центральним апаратом Спілки: 4 сезонні школи НСТДУ; 5 семінарів для театральних діячів; міжнародну школу вокального мистецтва «SINGING ART EUROPЕ» (в рамках «Опери Європи – 2017»); Всеукраїнський конкурс професійних читців ім. Івана Франка; Всеукраїнський конкурс професійних читців ім. Лесі Українки (м. Луцьк, Волинський академічний обласний театр ляльок); заходи для ветеранів Будинку ветеранів сцени ім. Н. Ужвій (концерти, зустрічі, виїзди на вистави тощо). Відбулося вручення 10 театральних премій НСТДУ в усіх галузях театрального мистецтва.

#### 2018 рік
Було проведено 71 заходи НСТДУ. З них Центральним апаратом організовані 23 заходи: 4 сезонні школи; 3 семінари; виставка афіш «Театр крізь віки» в рамках Міжнародного фестивалю мистецтв «Карпатський простір»; круглий стіл «Театральний рух як засіб міжнародної співпраці» в рамках Міжнародного музичного фестивалю «O-Fest»; заходи для ветеранів Будинку ветеранів сцени ім. Н. Ужвій (концерти, зустрічі, виїзди на вистави тощо); фестиваль театрів «Молоко» в м. Одеса (співорганізатор); міні-фестиваль «Мій Курбас» (спільно з Мистецьким арсеналом); Київський міжнародний музейний форум; міжнародний театрально-музейний форум «Театр & Музей: взаємоДІЯ»; мистецький захід «В Україну повернусь» на Софійській площі за участі український зірок оперних театрів світу (співорганізатор); Всеукраїнський конкурс професійних читців ім. Івана Франка; Всеукраїнський конкурс професійних читців ім. Лесі Українки (м. Луцьк, Волинський академічний обласний театр ляльок). Відбулося вручення 10 театральних премій НСТДУ в усіх галузях театрального мистецтва. 
НСТДУ було започатковано та проведено перший Всеукраїнський фестиваль недержавних театрів «Відкрита сцена».
НСТДУ було започатковано та проведено перший Всеукраїнський театральний фестиваль-премія «ГРА»/«GRA». 

#### 2019 рік
Було проведено 72 заходи НСТДУ. З них 25 заходів проведено Центральним апаратом: 3 сезонні школи; 3 семінари; виставка «Театр, відкритий світу» в рамках Фестивалю мистецтв «Карпатський простір»; міжнародний фестиваль «Парк мистецтв в рамках програми «Малі міста – великі враження» Міністерства культури України; курс лекцій Ганни Веселовської з історії театру спільно з Мистецьким арсеналом; Київський міжнародний музейний форум; Всеукраїнський конкурс професійних читців та імені Лесі Українки (м. Луцьк); Всеукраїнський конкурс молодих акторів імені Івана Франка (м. Київ); заходи для ветеранів Будинку ветеранів сцени ім. Н. Ужвій (концерти, зустрічі, виїзди на вистави тощо). Відбулося вручення 10 театральних премій НСТДУ в усіх галузях театрального мистецтва. НСТДУ стало співорганізатором мистецького заходу «Зірки світової опери» за участі українських зірок оперних театрів світу.
Підтримка фестивальної діяльності: НСТДУ є співорганізатором міжнародного фестивалю «Карпатський простір» (м. ІваноФранківськ), фестивалю театрів «Молоко» в Одесі, надає підтримку проведенню фестивалю сучасної української драматургії «Амплуа», міжнародного фестивалю «Оплески Буковини».
За підтримки Українського культурного фонду (УКФ) спілкою було реалізовано грантовий проєкт Лабораторія «i-Reflections Lab: особистість у медіапросторі».
НСТДУ було започатковано та проведено першу Лабораторію драматургії НСТДУ.
НСТДУ було проведено другий  Всеукраїнський фестиваль недержавних театрів «Відкрита сцена».
НСТДУ було проведено другий  Всеукраїнський театральний фестиваль-премія «ГРА»/«GRA».

#### 2020 рік
Було проведено 53 заходи НСТДУ (кількість заходів довелося скоротити через пандемію Covіd-19). З них 21 захід організований безпосередньо Центральним апаратом: проведено 4 сезонних школи, семінар з проблемних питань авторських прав, круглий стіл «Сучасна драма в українському театрі», Всеукраїнський конкурс професійних читців та імені Лесі Українки (м. Луцьк); Всеукраїнський конкурс молодих акторів імені Івана Франка (м. Київ); мистецький проєкт «Зірки світової опери» за участі зірок оперних театрів світу; онлайн-курси «Авторське право у театрі: практичний аспект» та «Невипадкові нарративи світового театру»; практикум зі сценічної мови. Спілкою було створено радіовистави за п’єсами «Пан Чимерник» та «Вікно з вогнем», що були написані в рамках І Лабораторії драматургії НСТДУ (на радіо Культура). Відбулося вручення 10 театральних премій НСТДУ в усіх галузях театрального мистецтва. Спілка здійснила підтримку реалізації Фестивалю театрів «Молоко»; створила Цифровий театральний архів (презентації відбулися у Кропивницькому, Харкові, Одесі, Києві).  
НСТДУ було проведено перший і другий Фестиваль сучасної драми.
НСТДУ було започатковано та проведено другу Лабораторію драматургії НСТДУ.
НСТДУ було проведено третій Всеукраїнський театральний фестиваль-премія «ГРА»/«GRA».

#### 2021 рік
Було проведено 38 заходів НСТДУ. З них 19 заходів організованих Центральним апаратом: проведено 5 сезонних шкіл; 3 семінари; 2 онлайн-проєкти «Перекладач в театрі» і «Правила їхнього успіху», по одному тренінгу, майстер-класу і воркшопу, Всеукраїнський конкурс професійних читців та імені Лесі Українки (м. Луцьк); Всеукраїнський конкурс молодих акторів імені Івана Франка (м. Київ); мистецький проєкт «Зірки світової опери» за участі зірок оперних театрів світу. Спілка здійснила підтримку реалізації Фестивалю театрів «Молоко». Відбулося вручення 10 театральних премій НСТДУ в усіх галузях театрального мистецтва.
НСТДУ було проведено третій Фестиваль сучасної драми.
НСТДУ було започатковано та проведено третю Лабораторію драматургії НСТДУ.
НСТДУ було проведено четвертий Всеукраїнський театральний фестиваль-премія «ГРА»/«GRA».

#### 2022 рік
24 лютого 2022 року стало для українців новою точкою відліку. Він змінив кардинально вектор діяльності НСТДУ. 24 лютого Богдан Струтинський (Голова Національної спілки театральних діячів України) та Олексій Кужельний (керівник Київського відділення НСТДУ) звернулися до друзів, партнерів, театрів та фестивалів по всьому світу з проханням донести правду про події, що відбуваються в нашій державі і зупинити агресію з боку рф.
«Дорогі друзі, наші партнери за кордоном! Фашистська Росія напала на мирну Україну і хоче знищити нашу незалежність… Я надзвичайно вдячний всім вам за ваші дзвінки, смс, за підтримку в цей непростий і важкий час для нас! Ми, українці, звертаємося до вас із закликом говорити правду світові, своїм урядам, виступати на ефірах і закликати всіх до підтримки України! Це загроза для всього цивілізованого світу, це загроза – чи бути Європі, чи ні? Будь ласка, не зволікайте, робіть колективні заяви, виступи в пресі, на радіо і телебаченні! Давайте зупинимо агресора разом!» – написав на своїй фб-сторінці 24 лютого Богдан Струтинський.
З перших днів вторгнення центральний апарат НСТДУ працював в режимі електронного і телефонного зв’язку. Головним завданням було не зникати з інформаційного поля і в силу можливостей надавати підтримку і допомогу членам Спілки, працівникам українських театрів. Одне з перших звернень Спілки до театральної спільноти про важливість української мови у подальшій роботі всіх театрів країни: «Мова – це також наша зброя. Мова – це національна політика. І як ми всі побачили, поза політикою лишитися ніхто не може». Більшість колег підтримала цю позицію. Окрім зміни назв театрів, сайти, сторінки у соцмережах поступово перейшли на державну мову (хто не зробив це до війни). Багато театрів заявили, що знімають з репертуару російськомовні постановки або починають перекладати їх українською.
Далі Спілка, як багато українських митців, намагалася достукатися до притомної частини російських театралів, надіславши і оприлюднивши звернення до російської Спілки театральних діячів. Зрозуміло, що жодної відповіді не надійшло. Тому незабаром на сайті НСТДУ було розміщено «Петицію на захист української театральної культури», спрямовану до міжнародних театральних організацій та асоціацій з проханням підтримати український театр і українців через припинення співпраці з російськими театральними діячами, які публічно не висловили свого засудження російської війни проти України; виключення їх з числа учасників Міжнародних фестивалів, конкурсів, проєктів і т. д.; обмеження, до повної заборони, показу вистав та гастролі російських театрів на всіх театральних майданчиках.
Українські театри майже з перших днів війни розпочали різнопрофільну роботу та допомогу: одні стали прихистком для біженців, волонтерськими штабами або гуманітарними центрами, інші перетворилися на кравецькі цехи чи кухні з приготування їжі для ЗСУ та Тероборони, деякі створили фронтові концертні бригади і показували вистави на виїздах, інші продовжували покази вистав і збирали кошти для ЗСУ і потребуючих. Спілка збирала усю цю інформацію, обробляла і викладала на «Театральну мапу допомоги», яку створила на початку березня. Вона допомогла багатьом знайти житло, роботу, їжу, ліки та психологічну підтримку, театрали обмінювалися корисною інформацією і контактами. Спілка активно включилася в інформування світової театральної спільноти після викрадення окупантами Олександра Книги – були і телефонні дзвінки, і розсилка звернення. Лист опублікували іноземні ЗМІ, викладали на своїх сторінках театральні діячі і театри. Розголос сприяв тому, що директора Херсонського театру відпустили.
Було організовано евакуацію мешканців Будинку ветеранів сцени ім. Наталії Ужвій з Пущі-Водиці спочатку до Києва, потім на захід України.
Після трагедії у Маріупольському театрі, Спілка почала шукати контакти тих, хто виїхав і опинився на підконтрольній Україні території. Зібрала і розіслала грошову допомогу  акторам і режисерам театру з Маріуполя, які переїхали до Ужгорода. Допомогу отримало близько 35 осіб. Паралельно долучилися театральні волонтери з Луцька і Львова, які сформували і надіслали на замовлення маріупольських колег гуманітарну допомогу. Тут Спілка виконувала роль координатора. Колегам за кордоном було надіслано листи-звернення Голови НСТДУ з проханням надати підтримку українським театральним діячам, які опинилися у скрутному становищі. Лист надісланий більш ніш 100 театрам та організаціям. Голова НСТДУ мав численні телефонні розмови з керівниками театрів і театральних спілок та асоціації з європейських країн. У результаті переговорів Богдана Струтинського та керівника Театральної компанії м. Браги (Португалія) Руї Мадейри народилася ідея річної резиденції для українських акторів, режисерів і драматургів. Був організуваний open-call і 10 українців поїхали до Португалії (зі своїми родинами чи самостійно). В умовах резиденції їм було надано житло та щомісячна грошова підтримка. За цей час українцями та за участі українців створено 3 театральні постановки.
На запит Театральної асоціації Естонії підготували інформацію про зруйновані та пошкоджені театральні приміщення, колеги задекларували бажання долучитися до їх відновлення по закінченню війни. Співпрацюючи з польським Театральним інститутом ім. Збігнева Рашевського та Національним інститутом культурної спадщини (Варшава), Спілка зібрала та надіслала польським колегам список потреб та контактів українських театрів. Частина театрів отримала від них допомогу. Для підтримки українських митців UNITER надала допомогу українським театральним діячам, які знайшли притулок в Румунії, сприяючи їхній інтеграції в румунські установи та проєкти, а також допомагаючи в реалізації спільних проєктів. UNITER ініціювала акцію Artiști români pentru artiști ucraineni (Румунські митці для українських митців), в рамках якої з 16 травня по 15 червня 2022 року державні та приватні театри, незалежні театральні компанії, а також інші заклади культури організували перформативні читання на основі 10 текстів, написаних українськими митцями після початку війни (тексти перекладені румунською мовою журналісткою Ралукою Радулеску), а також показали благодійні вистави зі свого репертуару. В акції взяли участь біля 40 театрів.
Весь цей час вся команда Спілки збирала та розповсюджувала інформацію про можливості для українців, надавала консультації, допомагала в організації інтерв’ю, надавала матеріали та коментарі іноземним ЗМІ, жоден запит на сторінку НСТДУ чи особисті повідомлення не лишився без відповіді. Усі кошти, виділені НСТДУ на реалізацію культурно-мистецьких заходів були відізвані до бюджету і переспрямованні на ЗСУ. І навіть залишившись без коштів, Спілка змогла реалізувати у партнерстві з театрами і самостійно такі заходи:
1. Всеукраїнський конкурс молодих акторів ім. Івана Франка (онлайн).
2. Перформативні читання «Україна. Війна. Тексти» у партнерстві з ProEnglish Theatre (наживо).
3. Всеукраїнський конкурс професійних читців імені Лесі Українки у партнерстві з Луцьким обласним театром ляльок (онлайн).
4. Спільні майстер-класи для студентів Київського національного університету театру, кіно і телебачення імені І. К. Карпенка-Карого та Навчально-наукового інституту мистецтв Прикарпатського національного університету імені В. Стефаника (наживо).
5. Проєкт «Марафон сучасної драми» (перформативні читання п’єс сучасних українських драматургів), до якого долучилися 36 українських театрів та платформа «Укрдрамахаб» (наживо).
Продовжувалося наповнення «Цифрового театрального архіву» інформацією про українські театри. Розпочато співпрацю з видавництвом «Фоліо» щодо видання збірки з 12 п’єс, створених в рамках Лабораторії драматургії НСТДУ. Спілка долучилася і допомагала в реалізації відеопроєкту «Тут немає байдужих» Тимофія Бінюкова (читання українськими акторами української прози та поезії), презентації книги спогадів в Молодому театрі «Моя Анна» (про відому театрознавицю Анну Липківську). А ще команда підготувала документи на подання вистав театрів на премії імені Богдана Хмельницького, Лесі Українки, Лесі Курбаса та Миколи Гоголя.

#### 2023 рік
Центральним апаратом НСТДУ було проведено 14 заходів: 4 сезонні школи (школа акторської майстерності: Кочова школа від Аріан Мнушкін та паризького «Театру дю Солей» (Київ), школа диригування (Дніпро),Цикл відкритих лекцій для представників театрального та перформативного сектору (Київ), школа «Театр в місті: як побудувати ефективну комунікацію» для PR-, SMM-менеджерів та завлітів театрів (Львів)), Марафон сучасної драми (перформативні читання сучасної драми на сценах українських театрів), Всеукраїнський конкурс молодих акторів імені Івана Франка (онлайн), Всеукраїнський конкурс професійних читців імені Лесі Українки (Луцьк), конференція «Специфіка роботи театрально-мистецьких закладів прифронтових регіонів України» (онлайн), два майстер-класи для акторів, танцівників і режисерів в рамках театрального фестивалю «Грудневі театральні вечори», резиденція для режисерів «Досвід майстра» (Чернігів), стратегічна сесія з питань розвитку театрального сектору за участі стейкхолдерів сфери: керівників державних, обласних та муніципальних театрів, недержавного театрального сектору, закладів освіти, інституцій і органів влади (Київ), заходи для ветеранів Будинку ветеранів сцени ім. Н. Ужвій (концерти, зустрічі, виїзди на вистави тощо).
НСТДУ було започатковано та проведено четверту Лабораторію драматургії НСТДУ.
НСТДУ було проведено п'ятий Всеукраїнський театральний фестиваль-премія «ГРА»/«GRA».
НСТДУ спільно видавництво «Фоліо» видано збірку з 12 п’єс української сучасної драми «Покидьки та інші п’єси». Презентація відбулася на фестивалі «Київбукфест».
А також Спілка брала участь у проєктах:
1. VI Міжнародний театральний конгрес «Театр крокує Європою. Театр. Війна»[42].
2. VII Всеукраїнський конкурс молодих акторів імені Оксани Затварської: Голова НСТДУ Богдан Струтинський очолив журі конкурсу.

Спілка була партнером і учасником:
1. У проєкті Perform Czech SKILLS: Drama Revival (Чехія).
2. У з’їзді резидентської програми для українців Польського інституту театру ім. З. Рашевського.

Також Спілка регулярно поповнює інформацією сайти: «Бібліотека української драматургії»т) (додано більше 200 п’єс) та «Театральний цифровий архів» (1500 вистав на сайті).

## Члени спілки
- Барна Анатолій Михайлович
- Бєлєнькій Мар'ян Давидович
- Бойко Валентина Володимирівна
- Босович Василь Васильович(1989)
- Богдашевський Юрій Борисович
- Гаврилів Ігор Іванович(1989)
- Головащенко Михайло Іванович(1960)
- Жежера Віталій Миколайович(1993)
- Кошель Віктор
- Некрасов Юрій Семенович(1983)
- Остапенко Василь Макарович
- Погребняк Галина Петрівна
- Харченко Марія Федорівна
- Якубович Семен Абрамович(1998)